# Trevões
Trevões ist eine Gemeinde (Freguesia) im portugiesischen Kreis (Concelho) von São João da Pesqueira. In ihr leben 538 Einwohner (Stand 30. Juni 2011).

## Geschichte
Grabstätten (u. a. Felsengräber) belegen eine vorgeschichtliche Besiedlung. Aus römischer Zeit wurden u. a. Münzen gefunden. Im 13. Jahrhundert wurde der Ort zur eigenständigen Gemeinde.

## Kultur und Sehenswürdigkeiten
Neben einer Reihe von Herrenhäusern, Brunnenanlagen und Sakralbauten steht eine Brücke aus römischer Zeit unter Denkmalschutz.
Im Heimatmuseum Museu de Trevões sind auch lokale archäologische Funde aus vor-römischer und römischer Zeit ausgestellt.